# Орех (плод)
Вижте пояснителната страница за други значения на Орех.
 Тази статия е за плодовете с твърда черупка.  За плода на дървото Орех вижте Орех (ядка).  За други значения вижте Орех (пояснение).
Орех или орехче (на латински: nux) в ботаниката се нарича вид плодове с характерна твърда черупка. При този вид плодове няма физическо отваряне на плода и отделяне на семена. Понятието не се свежда единствено до биологичния вид орех, а включва и плодовете на редица други растения, като леската, кестена, дъба.

## Ботаническо определение
В ботаническата класификация на видовете плодове при покритосеменните растения плодът орех е един от типовете плодове, спадащ към апокарпните {прости или сложни от един видоизменен плодолист} неотварящи се плодове със сух перикарп. Освен орех плодът често се нарича и орехче. Често плод орех с купула се нарича жълъд.
Като отделни типове плодове се класифицират и други два вида:
- Сборно орехче. Състои се от множество неотварящи се едносеменни плодчета. Характерен за семейства Ranunculaceae, Agrimoniaceae и род Geum
- Ягодовидно многоорехче. Характерен за род Fragaria

Плодът орех може да се срещне при множество представители на сем. Лютикови (Ranunculaceae) – например лютиче (Ranunculus), на сем. Розови (Rosaceae) – например очиболец (Potentilla), някои едносемеделни – лаваница (Alisma). Особеност е че плода в тези случаи е сборен многоорехов, тъй като всяко орехче има по едно семе.
Друг тип сборен многоорехов плод е този на ягодата (Fragaria). При нея върху месесто и разраснало се цветно легло, богато на захари и с характерен цвят, се разполагат и плодовете. Те са същински орехчета, но целия плод се означава като лъжлив плод, заради своя произход. Аналогична е ситуацията при омайничето, което също има разраснало цветно легло, но плодчетата са с незначително по-големи размери в сравнение с тези на ягодата.
Плодът на шипката – кучешка роза (Rosa canina) е също близък до строеж на ягодата, въпреки различията на пръв поглед. Плодът на кучешката роза се означава с наименованието цинародий.
Сходен строеж има плода на индийския лотос (Nelumbium nuciferum), но в него цветното легло разраства така, че всяко плодче се оказва разположено в малка вдлъбнатина.
Друг път в еволюцията на многомехунния плод води към формиране на сочните сборни многокостилкови плодове, а от тях – на еднокостилковите.

## В овощарството
Голяма част от растенията даващи плод орех или негови подобни са култивирани и се отглеждат в овощарството с цел добив на плода за консумация и по-рядко техническа преработка. Най-известните от тях като орех, бадем, леска и кестен спадат към орехоплодните култури. Ягодата е причислена заедно с малина, къпина, френско грозде, бодливо грозде, облепиха, смокиня, лоза и киви към ягодоплодните овощни растения.

## В лексиката
Думата орех в българския език се използва за да посочи дървесният овощен вид Обикновен орех (Juglans regia) и неговите плодове. Плодовете на ореха обработени с цел предлагане на пазара и пряка консумация от хората често се наричат и с определението ядки. Често като ядки се предлагат и ядивната част от плодовете на други видове с плод орехче. Приликата на черупката или ядивната част от плода често са основание и други плодове да бъдат наричани като орех.

## В кулинарията
Понятието за орех в кулинарията се разминава с ботаническото и в голяма степен се припокрива с термина ядка. Прието е като ядка да се считат всички черупкови плодове, които съдържат ядлива сърцевина, която се консумира под различна форма от хората. Тук обаче освен орехите спадат и ядките на някои костилкови плодове, а така също и соята и нахутът.
Орехите са важен източник на хранителни вещества за хората и за обитателите на дивата природа. Причината за това е, че имат високо съдържание на мазнини и микроелементи и са високо ценени като храна богата на енергия. Голям брой семена са годни за консумация от хората и се използват в готварството, консумират се сурови, покълнали, печени или с допълнителна обработка. Някои се пресоват за масло, което се използва в готварството и козметиката. Орехите са важен източник на храна за дивите животни. Те са особено ценени от животни в умерения климатичен пояс където се събират и съхраняват като хранителен запас и избягване на глада по време на късната есен, зимата и началото на пролетта. Много от животинските видове са развили анатомичен или поведенчески начин да разчупват твърдата обвивка на плода.

## Видове, имащи плод орех
Същинските орехи са типични за растенията от разред Fagales със следните по-характерни примери:
| Орехови (Juglandaceae)        | Орех (Juglans)                | Обикновен орех (J. regia)               | - |                           |
| Орехови (Juglandaceae)        | Орех (Juglans)                | Черен орех (J. nigra)                   | - |                           |
| Орехови (Juglandaceae)        | Орех (Juglans)                | Манджурски орех (J. mandshurica)        | - |                           |
| Орехови (Juglandaceae)        | Carya                         | Пекан (C. illinoensis)                  | - |                           |
| Букови (Fagaceae)             | Бук (Fagus)                   | ?                                       | - |                           |
| Букови (Fagaceae)             | Кестен (Castanea)             | Сладък кестен (C. sativa)               | - |                           |
| Букови (Fagaceae)             | Кестен (Castanea)             | Американски кестен (C. dentata)         | - |                           |
| Букови (Fagaceae)             | Кестен (Castanea)             | Японски кестен (C. crenata)             | - |                           |
| Букови (Fagaceae)             | Дъб (Quercus)                 | ?                                       | - | Дъбови жълъди             |
| Брезови (Betulaceae)          | Елша (Alnus)                  | ?                                       | - |                           |
| Брезови (Betulaceae)          | Леска (Corylus)               | ?                                       | - |                           |
| Брезови (Betulaceae)          | Габър (Carpinus)              | ?                                       | - |                           |
| Брезови (Betulaceae)          | Воден габър (Ostrya)          | Обикновен воден габър (O. carpinifolia) | - |                           |
| Плод орех при други семейства |                               |                                         | |                           |
| Таксономично семейство        | Таксономичен род              | Име                                     | Особености | Изображение               |
| Розови (Rosaceae)             | Слива (Prunus)                | Бадем (P. dulcis)                       | - |                           |
| Розови (Rosaceae)             | Filipendula                   | Брястнолистно орехче (F. ulmaria)       | - |                           |
| Острикови (Cyperaceae)        | Cyperus                       | Земен бадем (C. esculentus)             | - |                           |
| Сумахови (Anacardiaceae)      | Anacardium                    | Кашу (A. occidentale)                   | - |                           |
| Сумахови (Anacardiaceae)      | Pistacia                      | Шамфъстък (P. vera)                     | - |                           |
| Нарови (Lythraceae)           | Trapa                         | Воден орех (T. natans)                  | Плодът е изграден от дебела, черна и твърда обвивка с четири роговидни, разположени на кръст израстъци. Съдържанието на скорбяла е високо. Имат приятен вкус. Наподобяват на сладък варен картоф или кестен. Поради тази причина още от древността се използват за храна от човека. В България също има традиции на консумация на плодовете от хора. Консумират се след сваряване и обелване на твърдата обвивка. В миналото са изхранвани и пасищно отглеждани стада от свине.                                                      |                           |
| Бобови (Leguminosae)          | Фъстък (Arachis)              | ?                                       | - |                           |
| Бобови (Leguminosae)          | Сминдух (Trigonella)          | Обикновен сминдух (T. foenum-graecum)   | Ядката добита от орехчето на сминдуха се използва за приготвяне на различни ястия в индийската кухня. Най-известно от тях е ястието наречено дал. |                           |
| Лецитисови (Lecythidaceae)    | Bertholletia                  | Бразилски орех (B. excelsa)             | - |                           |
| Лецитисови (Lecythidaceae)    | Райски орех (Lecythis)        | ?                                       | Плодът е орех, който е различен по размери, но сходен по строеж с този на бразилския орех. Семената съдържат до 75% мазнини, които на вкус също напомнят този на бразилския орех. Интересен факт е, че растенията имат способност да поглъщат селен от почвата и да го натрупват в големи количества в плодовете си. Ето защо консумацията на семена от орехи би могло да бъде причина за отравяне със селен. Консумацията ме обаче в минимални количества би могла да набави нужното количество при недостиг на селен в организма.  | Плод на Lecythis zabucajo |
| Протейнови (Proteaceae)       | Макадамия (Macadamia)         | ?                                       | - |                           |
| Протейнови (Proteaceae)       | Гевуина (Gevuina)             | Чилийски лешник (G. heterophylla)       | - |                           |
| Протейнови (Proteaceae)       | Grevillea                     | Чилийски орех (G. robusta)              | - |                           |
| Бурзерови (Burseraceae)       | Canarium                      | Филиппински канариум (C. ovatum)        | - |                           |
| Комбретови (Combretaceae)     | Тропически бадем (Terminalia) | ?                                       | - |                           |
| Слезови (Malvaceae)           | Pachira                       | Малабарски кестен (P. aquatica)         | Плодът е вдървисена продълговата и закръглена ягода с маслинен цвят и дължина 10 – 25 cm. В него се съдържат закръглени семена. Плодът съдържа много йод и на вкус наподобява на обикновен орех. |                           |
| Млечкови (Euphorbiaceae)      | Ricinodendron                 | Монгонго (R. rautanenii)                | Орехите на плода се консумират от местните бушменски племена в Намибия и Ботсвана още от преди 7000 години. Черупката на плода е много твърда и достигането до семената в нея е изключително трудно. За достигането до нея е нужно орехите да се обработят на пара за да омекне черупката, след това се варят, а за пълното отделяне се пекат на жар. Алтернативен начин за отделянето на черупката е да бъдат открити орехите в слонски изпражнения, които омекват под действието на ензимите в храносмилателната система на слона. |                           |
| Млечкови (Euphorbiaceae)      | Aleurites                     | Лумбанг (A. moluccana)                  | Плодът е кръгъл с вдървесинена черупка и дължина 4 – 6 cm. Семената му се консумират от хората. Съдържат голямо количество сапунини и форбол и поради тази причина са токсични при консумация в суров вид. От тях се добива и масло, което обаче не е токсично и не дразни дори очите. |                           |
| Палмови (Arecaceae)           | Cocos                         | Кокосова палма (C. nucifera)            | Плодът на кокосовата палма се нарича кокосов орех |                           |
| Палмови (Arecaceae)           | Lodoicea                      | Сейшелска палма (L. maldivica)          | Сейшелски орех, малдивски орех |                           |
| Миристикови (Myristicaceae)   | Индийско орехче (Myristica)   | ?                                       | - |                           |
| Борови (Pinaceae)             | Бор (Pinus)                   | Сибирски кедър (P. sibirica)            | Сибирски орех |                           |